# زقين نحيل
زقين نحيل (الاسم العلمي:Diascia gracilis) هو نوع من النباتات يتبع جنس الزقين من الفصيلة الغدبية.